# قانا (عمان)
 قانا  نام روستایی از توابع شهرستان بخاء در شبه‌جزیره و استان مسندم در کشور پادشاهی عمان است. این روستا در کرانهٔ خلیج فارس و در نوار ساحلی غربی شهرستان بخاء واقع شده‌است.

## جمعیت
جمعیت آن ۷۵ نفر (۱۰ خانوار) است که از اهل سنت و مالکی مذهب هستند. مردم این روستا از قبیله شُحُوح هستند که مفرد آن (شِحِی) می‌گویند. قبایل شُحُوح عادات غریبی در مراسم عروسی ومناسبات دارند به طوریکه در هنگام جشن عروسی با صدای نغمهٔ طبل و رقص و شمشیر بازی، شمشیر را به هوا پرتاب می‌کنند و درهنگام بازگشت شمشیر به زمین آن را در هوا بادست دوباره باز می‌یابند چونکه در این عملیات شمشیر نبایستی به زمین بیفتد. 

## آثار باستانی
در این روستا آثارهای باستانی متعددی وجود دارد که عبارت‌اند از: «حصن القلعه» این حصن یا دژ بر فراز کوه بلندی مشرف بر روستای قانا قرار دارد. وچنانکه از بالای برج قلعه، و به حکم موقعیت قلعه که بر فراز قله کوهی بلند قرار داشته بود تمام منطقه قانا و راه‌های پیرامون آن ومنطقهٔ بخاء به‌وسیله دیده‌بان‌ها نظارت می‌شد، و منطقه کاملاً جلو چشم دیده‌بان‌ها قابل رؤیت بود، و هر حرکتی غیرطبیعی ملاحظه می‌کردند به حاکم محلی ابلاغ می‌کردند. همچنین آثار مسجدی تاریخی در ضلع جنوبی روستا به چشم می‌خورد که تاریخ بناء آن به دوران اوائل اسلام بر می‌گردد. در جانب غربی  قانا  دهکدهی وجود دارد به نام الجادی در گوشهٔ شمالی دهکده آثار دو قلعه بر روی تپهٔ بلندی به چشم می‌خورد. در پایهٔ این تپه چشمه آبی به نام 
«عین الثوارة » معروف است ویکی از جاذبه‌های گردشگری این روستا است. 